# Набережна Корнілова
Набережна Корнілова (крим. Kornilov yalı kenarı) — набережна у центральній частині Севастополя, на березі Артилерійської бухти. Починається на сході від будівлі ресторану «Хвиля» поряд з пам'ятником затопленим кораблям, тягнеться до перетину з вулицею Айвазовського.
На набережній розташовані Палац дитинства і юності, біологічна станція з акваріумом, театр. З 1997 по 2021 роки працював дельфінарій.

## Назва
Спочатку називалася Приморською набережною, з 1866 — Корніловська, з 1921 року — вул. Енгельса, з 20 червня 1946 року знову стала Набережною Корнілова.

## Історія
У 1779 році на набережній Севастополя було збудовано Миколаївську батарею, яка простяглася від Севастопольського театру до місця, де зараз знаходиться Пам'ятник затопленим кораблям. Під час Кримської війни 1856 року французька ескадра повністю знищила ці споруди за допомогою серії вибухів. 
У 1885 було прийнято рішення розібрати руїни та зайнятися створенням парку й облаштуванням Приморської набережної — в ході реконструкції було створено Приморський бульвар, де висадили дерева та чагарники, облаштували прогулянкові майданчики з видом на море, а також побудовано набережну, якій у 1886 році було присвоєно ім'я віцеадмірала В. О. Корнілова.
В ході реконструкції після Другої світової набережна продовжена на захід.
1979 року відкритий пам'ятний знак морякам ескадри Чорноморського флоту.

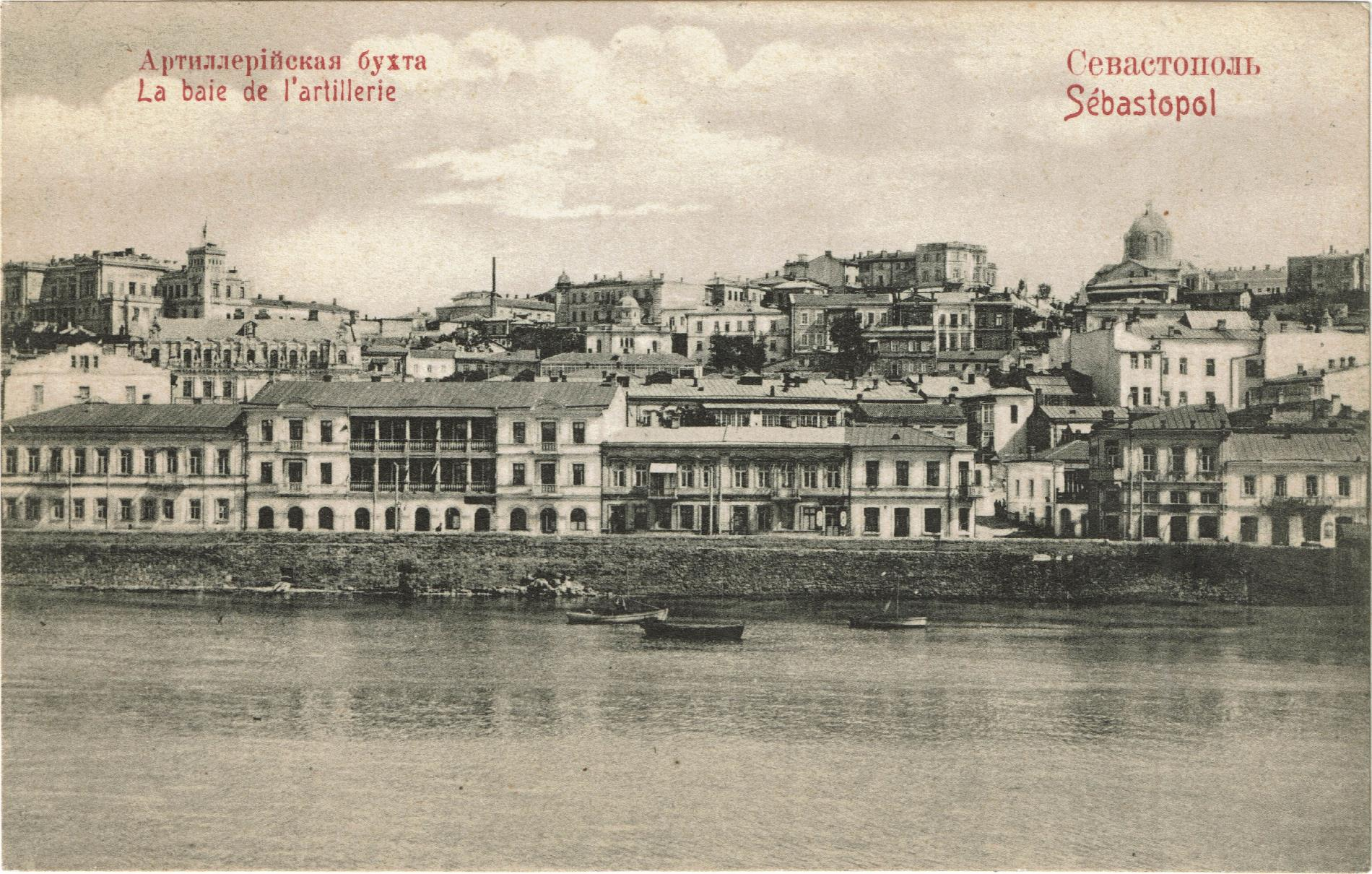
на початку XX ст. західна частина набережної була забудована

## Галерея

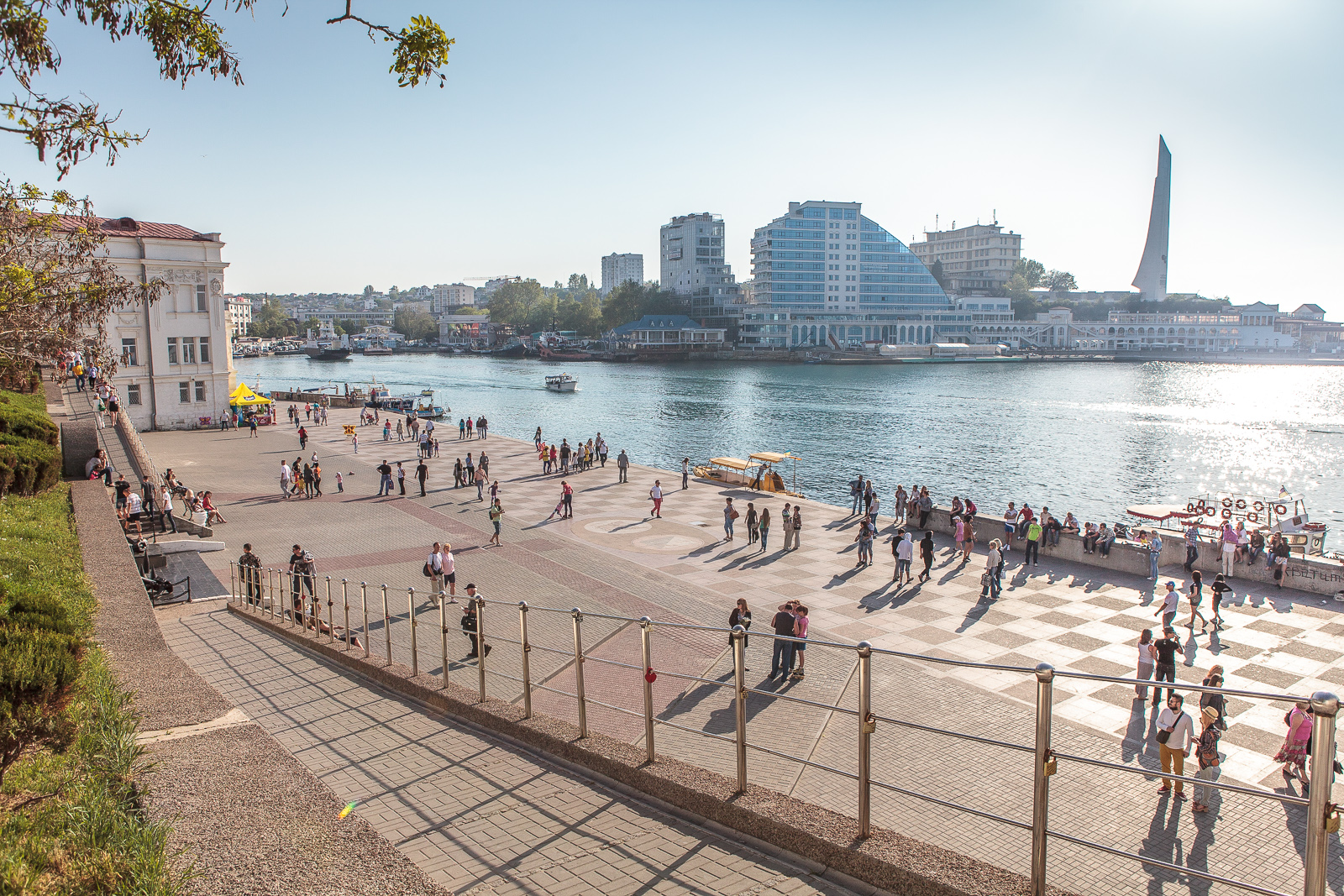
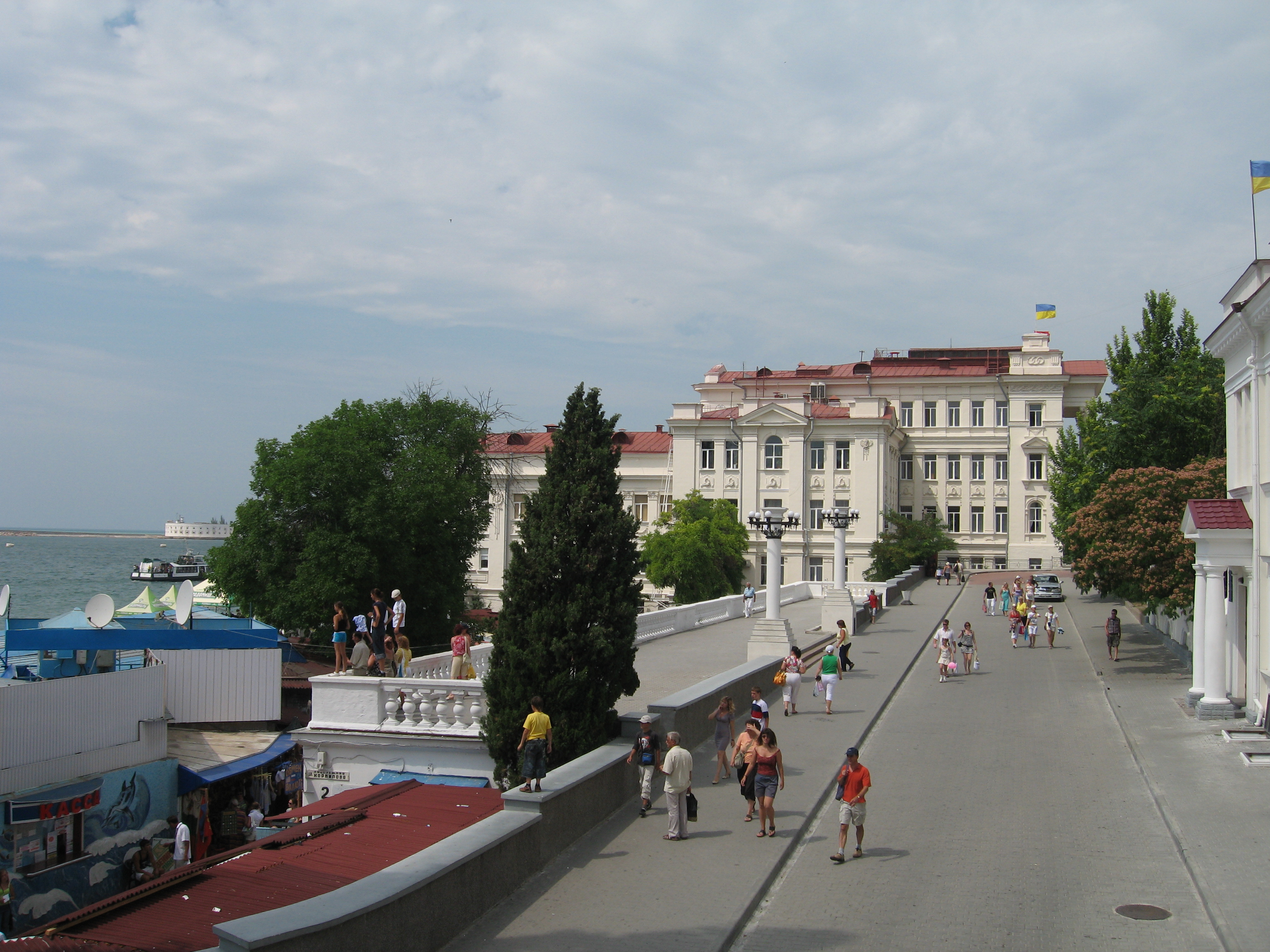
2009 рік
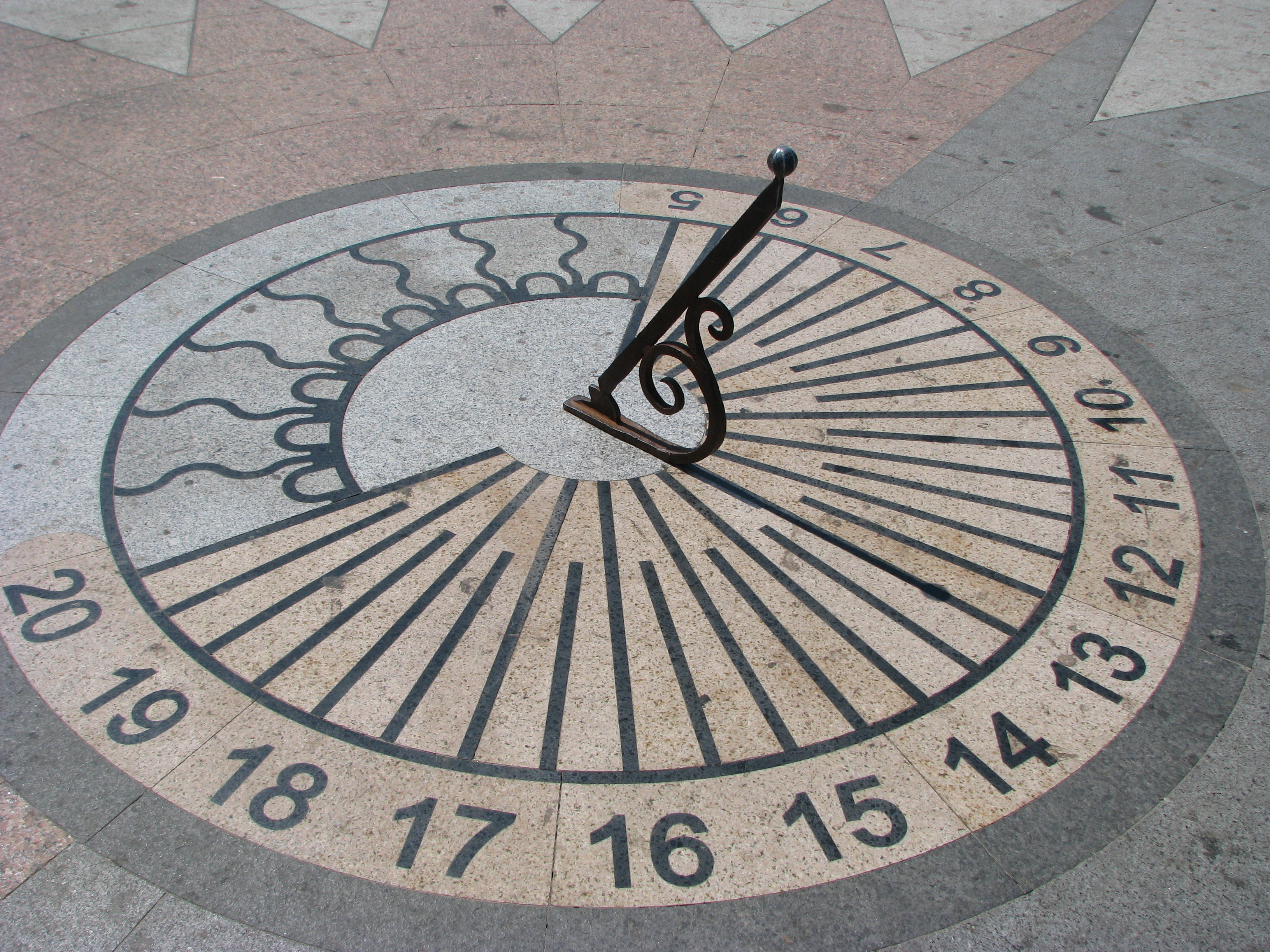
сонячний годинник відкритий в ході реконструкції 2008
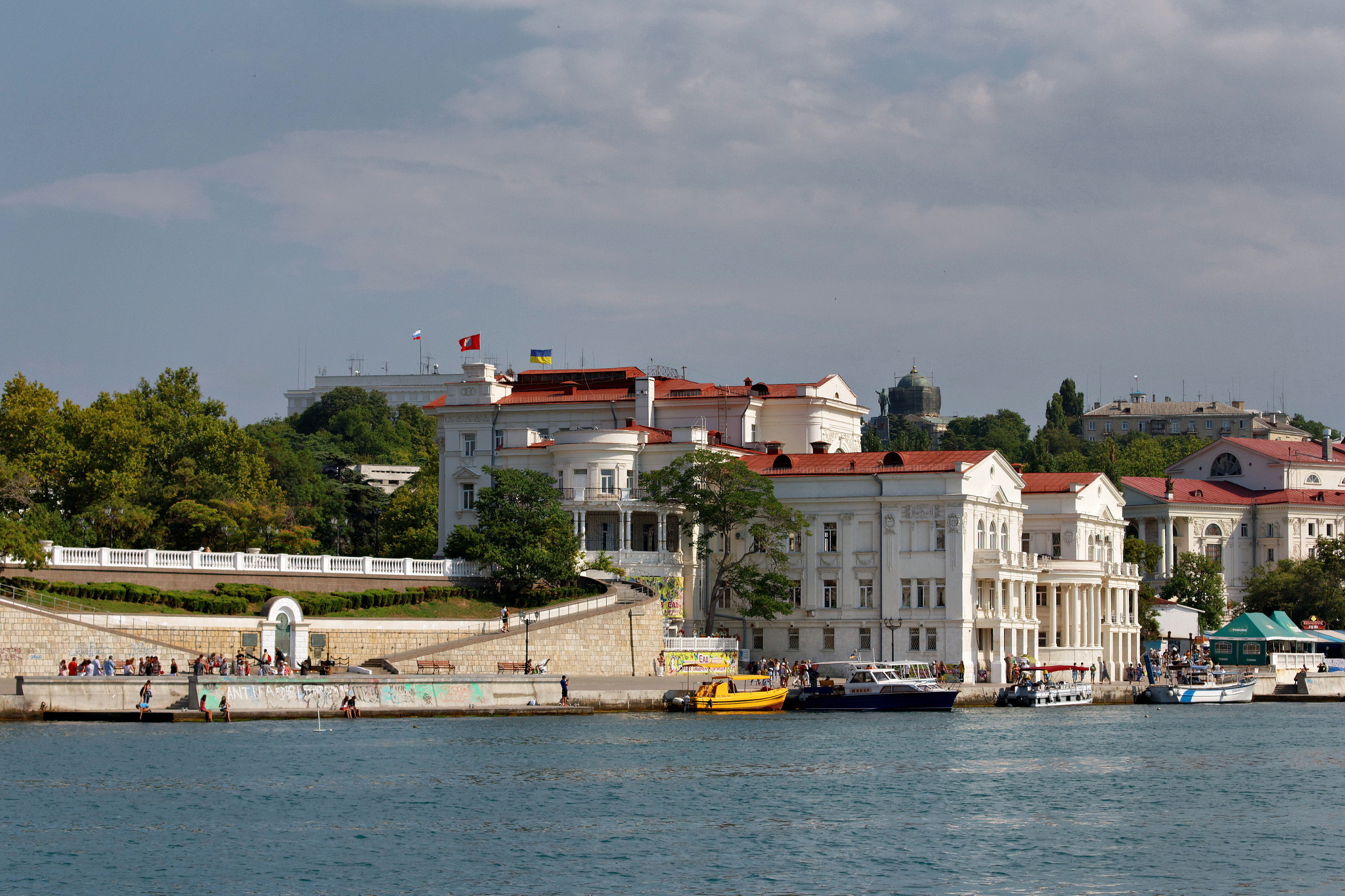
2012 рік
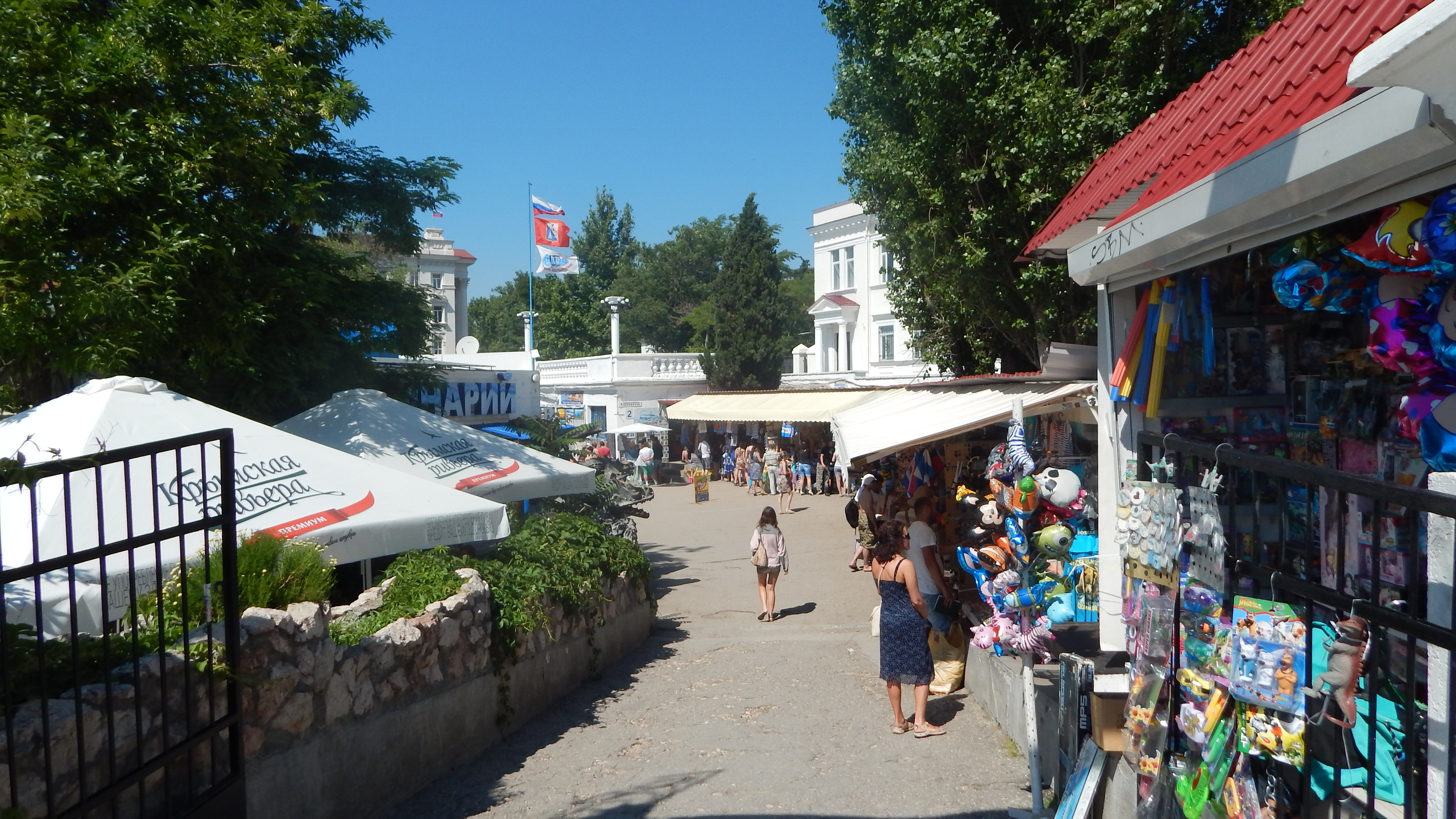
торгові ряди
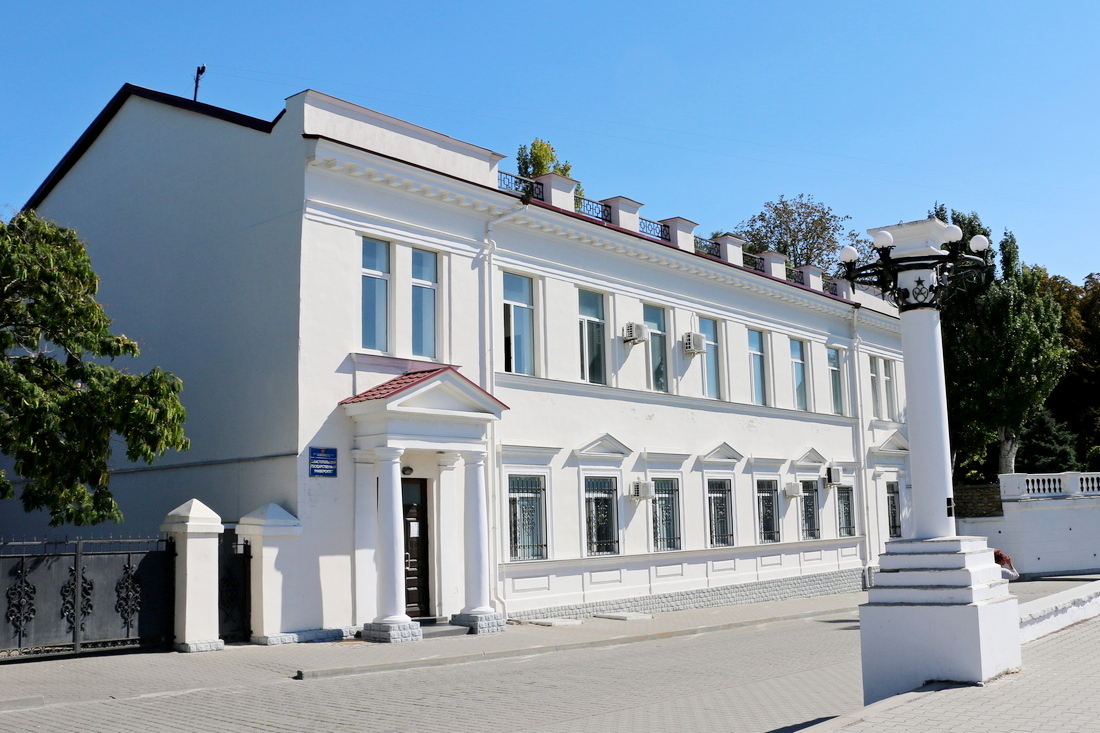
дореволюційна будівля, використовується Інститутом післядипломної освіти